# Josef Servas d'Outrepont
Josef Servas d’Outrepont, all'anagrafe Joseph Servatius von d'Outrepont (Malmedy, 21 novembre 1775 – 8 maggio 1845), è stato un ginecologo tedesco.

## Biografia
Studiò medicina presso l'Università di Mainz, Würzburg e Halle, dove conseguì anche il dottorato nel 1798. Successivamente continuò la sua formazione a Vienna sotto la direzione di Johann Lucas Boër (1751-1835) e nel 1799 si stabilì a Salisburgo, dove 1804 divenne professore associato di ostetricia.
Nel 1816 si trasferisce a Monaco di Baviera, dove tenne corsi presso la scuola di ostetricia, e poco dopo successe ad Adam Elias von Siebold (1775-1828) come professore di ostetricia presso l'Università di Würzburg. Qui rimase fino alla sua morte nel 1845.

## Opere principali
Contribuì ad una serie di riviste mediche, tra cui il Neue Zeitschrift für Geburtskunde, e fu autore dei seguenti libri nel campo dell'ostetricia:
- Von der Selbstwendung und der Wendung auf den Kopf, (1817).
- Abhandlungen und Beiträge geburtshilflichen Inhalts, (1822).[1]

Pubblicazioni su Joseph d'Outremont:
- Joseph Servatius von d'Outrepont. Ein Lebensbild by Georg Burckhard (1913).[2]